# Estadio Municipal de Sanarate
Estadio Municipal de Sanarate – stadion piłkarski w gwatemalskim mieście Sanarate, w departamencie El Progreso. Obiekt może pomieścić 2 900 widzów, a swoje mecze rozgrywa na nim drużyna Deportivo Sanarate.